# Fortitudo Pallacanestro Bologna 2000-2001
Questa voce raccoglie le informazioni riguardanti la Fortitudo Pallacanestro Bologna nelle competizioni ufficiali della stagione 2000-2001.

## Stagione
La stagione 2000-2001 della Fortitudo Pallacanestro Bologna sponsorizzata Paf, è la 27ª nel massimo campionato italiano di pallacanestro, la Serie A1.

## Roster
Aggiornato al 14 dicembre 2021.
| Fortitudo Paf Bologna 2000-01 | Fortitudo Paf Bologna 2000-01 |
| Giocatori                     | Staff tecnico                 |
| ----------------------------- | ----------------------------- |

| N. | Naz.                                    | Ruolo | Nome                | Anno | Alt.   | Peso   |  |
| -- | --------------------------------------- | ----- | ------------------- | ---- | ------ | ------ |  |
| 4  | Brasile (bandiera) · Italia (bandiera)  | AC    | Marcelo Damião      | 1975 | 204 cm | 110 kg |  |
| 5  | Stati Uniti (bandiera)                  | PG    | Adrian Autry        | 1972 | 195 cm | 91 kg  |  |
| 6  | Italia (bandiera)                       | AP    | Claudio Pilutti     | 1968 | 198 cm | 98 kg  |  |
| 7  | Slovenia (bandiera) · Italia (bandiera) | AC    | Gregor Fučka        | 1971 | 215 cm | 98 kg  |  |
| 8  | Italia (bandiera)                       | AG    | Massimo Ruggeri     | 1972 | 206 cm | 105 kg |  |
| 9  | Italia (bandiera)                       | A     | Alessandro De Pol   | 1972 | 204 cm | 107 kg |  |
| 10 | Italia (bandiera)                       | P     | Carlton Myers (C)   | 1971 | 192 cm | 91 kg  |  |
| 11 | Croazia (bandiera)                      | C     | Stojko Vranković    | 1964 | 218 cm | 118 kg |  |
| 12 | Italia (bandiera)                       | G     | Gianluca Basile     | 1975 | 191 cm | 90 kg  |  |
| 13 | Stati Uniti (bandiera)                  | GA    | Anthony Bowie       | 1963 | 198 cm | 86 kg  |  |
| 14 | Lituania (bandiera)                     | C     | Eurelijus Žukauskas | 1973 | 218 cm | 116 kg |  |
| 15 | Italia (bandiera)                       | AG    | Giacomo Galanda     | 1975 | 210 cm | 110 kg |  |
| 16 | Italia (bandiera)                       | GA    | Andrea Meneghin     | 1974 | 200 cm | 98 kg  |  |
|    | Stati Uniti (bandiera)                  | P     | Eddie Gill          | 1978 | 183 cm | 82 kg  |  |
|    | Italia (bandiera)                       | P     | Robert Fultz        | 1982 | 192 cm | 85 kg  |  |
| -  | Italia (bandiera)                       | AP    | Claudio Bianchini   | 1982 | 190 cm |        |  |
| -  | Italia (bandiera)                       | A     | Luca Innocenti      | 1982 |        |        |  |
| -  | Italia (bandiera)                       | A     | Stefano Mancinelli  | 1983 | 202 cm | 95 kg  |  |

| Allenatore                                                     |
| - Carlo Recalcati                                              |
| Assistente/i                                                   |
| - Nessuno Legenda - (C) Capitano - (IN) Inattivo - Infortunato |

## Mercato

### Sessione estiva
| Acquisti | Acquisti            | Acquisti        | Acquisti   | Acquisti |
| R.       | Nome                | da              | Modalità   |          |
| -------- | ------------------- | --------------- | ---------- | -------- |
| AC       | Marcelo Damião      | Pall. Reggiana  | definitivo |          |
| GA       | Andrea Meneghin     | Pall. Varese    | definitivo |          |
| C        | Eurelijus Žukauskas | Žalgiris Kaunas | definitivo |          |
| PG       | Adrian Autry        | Brooklyn Kings  | definitivo |          |
| A        | Alessandro De Pol   | Virtus Roma     | definitivo |          |

| Cessioni | Cessioni             | Cessioni          | Cessioni       | Cessioni |
| R.       | Nome                 | a                 | Modalità       |          |
| -------- | -------------------- | ----------------- | -------------- | -------- |
| G        | Marko Jarić          | Virtus Bologna    | fine contratto |          |
| C        | Dan Gay              | Pall. Cantù       | fine contratto |          |
| AP       | Artūras Karnišovas   | Barcellona        | fine contratto |          |
| PG       | Alessandro Acquaviva | Fordham Rams      | fine contratto |          |
| P        | Stefano Zampogna     | Viola R. Calabria | fine contratto |          |
| C        | Mattia Soloperto     | Virtus Ragusa     | prestito       |          |
| P        | Matteo Anchisi       | Pall. Cantù       | fine contratto |          |

### Dopo l'inizio della stagione
| Acquisti | Acquisti      | Acquisti       | Acquisti      | Acquisti   |
| R.       | Nome          | da             | Data          | Modalità   |
| -------- | ------------- | -------------- | ------------- | ---------- |
| GA       | Anthony Bowie | Aris Salonicco | dicembre 2000 | definitivo |
| P        | Eddie Gill    | N.J. Nets      | aprile 2001   | definitivo |

| Cessioni | Cessioni         | Cessioni    | Cessioni      | Cessioni    |
| R.       | Nome             | a           | Data          | Modalità    |
| -------- | ---------------- | ----------- | ------------- | ----------- |
| AC       | Marcelo Damião   | Pall. Cantù | febbraio 2001 | rescissione |
| C        | Stojko Vranković | Free agent  | marzo 2001    | rescissione |